# Thomas Dennerby
Thomas Dennerby, né le 13 août 1959 à Enskede, est un entraîneur de football suédois.

## Carrière
Dennerby, actuel[Quand ?] entraîneur de l'équipe féminine de football nigériane, également connu sous le nom de super Falcons, était auparavant joueur des clubs Hammarby IF et Spårvägens IF, ainsi que de l'équipe nationale suédoise des moins de 21 ans. Il a également travaillé en tant que policier.
En tant qu’entraîneur, il a remporté l’Allsvenskan avec Hammarby IF en 2001 et le Damallsvenskan avec Djurgården/Älvsjö.
Dennerby peut être vu dans la série télévisée documentaire The Other Sport de Sveriges Television, sortie en 2013.

## Distinctions personnelles
- Élu Entraîneur suédois de l'année (football féminin) [3] (1) : 2004